# Mummius
Mummius war der Gentilname eines römischen Geschlechts, der gens Mummia, das seit dem 2. Jahrhundert v. Chr. in Erscheinung trat.
Bekannte Namensträger waren:
- Lucius Mummius (Prätor), römischer Volkstribun 187 v. Chr., Prätor 177 v. Chr.
- Lucius Mummius Achaicus, römischer Konsul 146 v. Chr. und Zerstörer von Korinth
- Lucius Mummius Faustianus, römischer Konsul 262
- Lucius Mummius Felix Cornelianus, römischer Konsul 237
- Lucius Mummius Niger Quintus Valerius Vegetus, römischer Suffektkonsul 112
- Mummia Achaica, Mutter des Kaisers Galba
- Mummia Nigrina, Frau des Lucius Antistius Rusticus
- Mummius Bassus, Konsul 258
- Mummius Faustianus, Konsul 262
- Publius Mummius Sisenna, Konsul 133
- Publius Mummius Sisenna Rutilianus, Suffektkonsul 146
- Quintus Mummius, Volkstribun 187 v. Chr., Bruder des Lucius Mummius
- Spurius Mummius, Bruder des Lucius Mummius Achaicus